# 29803 Michaelshao
A 29803 Michaelshao (ideiglenes jelöléssel (29803) 1999 CQ87) a Naprendszer kisbolygóövében található aszteroida. A LINEAR projekt keretében fedezték fel 1999. február 10-én.